# آگوستین رودریگز سانتیاگو
آگوستین رودریگز سانتیاگو (انگلیسی: Agustín Rodríguez Santiago؛ زادهٔ ۱۰ سپتامبر ۱۹۵۹) فوتبالیست سابق اهل اسپانیا است که در پست دروازه‌بان بازی می‌کرد.
از باشگاه‌هایی که در آن بازی کرده‌است می‌توان به باشگاه فوتبال رئال مادرید، رئال مادرید کاستیا، تنریف، و تیم ملی فوتبال زیر ۲۳ سال اسپانیا اشاره کرد.
وی همچنین در تیم‌های ملی فوتبال Spain U18 Spain U19 Spain U20 Spain U21 Spain U23 Spain amateur Spain B بازی کرده‌است.